# Centralna Komisja Porozumiewawcza Stronnictw Demokratycznych
Centralna Komisja Porozumiewawcza Stronnictw Demokratycznych – utworzona 24 listopada 1944 roku w Lublinie w celu realizacji wytycznych PPR. W jej skład wchodziły: PPR, PPS, SL (lubelskie), SD, SP (w latach 1945–1946), PSL (w latach 1945–1946). Jej odpowiednikami w terenie były wojewódzkie i powiatowe komisje.
17 lipca 1945 r. na posiedzeniu uchwaliła przedłożenie wniosku do KRN o ustanowienie 22 lipca Dniem Święta Odrodzenia Polski.
W październiku 1945 r. do Centralnej Komisji Porozumiewawczej Stronnictw Demokratycznych wpłynął wniosek o rozszerzenie jej składu o Polską Partię Socjalno-Demokratyczną. Decyzja była odmowna.
W listopadzie 1956 r. z inicjatywy KC PZPR reaktywowano polityczne forum współdziałania wszystkich partii działających w ramach FJN, nadając mu nazwę Centralnej Komisji Porozumiewawczej Stronnictw Politycznych i Organizacji Społecznych. Ustalała ona zasady współpracy w najważniejszych kwestiach politycznych i gospodarczych kraju, w obradach komisji uczestniczyli członkowie kierownictw poszczególnych partii.